# Полуфабрикат
Полуфабрикат — изделие, полученное из сырья при первичной обработке и нуждающееся в дальнейших манипуляциях для превращения в полноценный продукт.
Полуфабрикаты в машиностроении — это, как правило, изделие, получаемое литьём, штамповкой, ковкой, пластической деформацией или электролизом, предназначенное для дальнейшей обработки резанием, штамповкой или применяемое без обработки. К полуфабрикатам относятся, например, отливки и поковки.
В пищевой отрасли различают производственные полуфабрикаты (например: тесто, опара, начинки) и потребительские — кулинарные полуфабрикаты, которые необходимо подвергнуть обработке, чтобы довести до полной готовности (например: замороженные пельмени).